# Stingător de incendiu
.

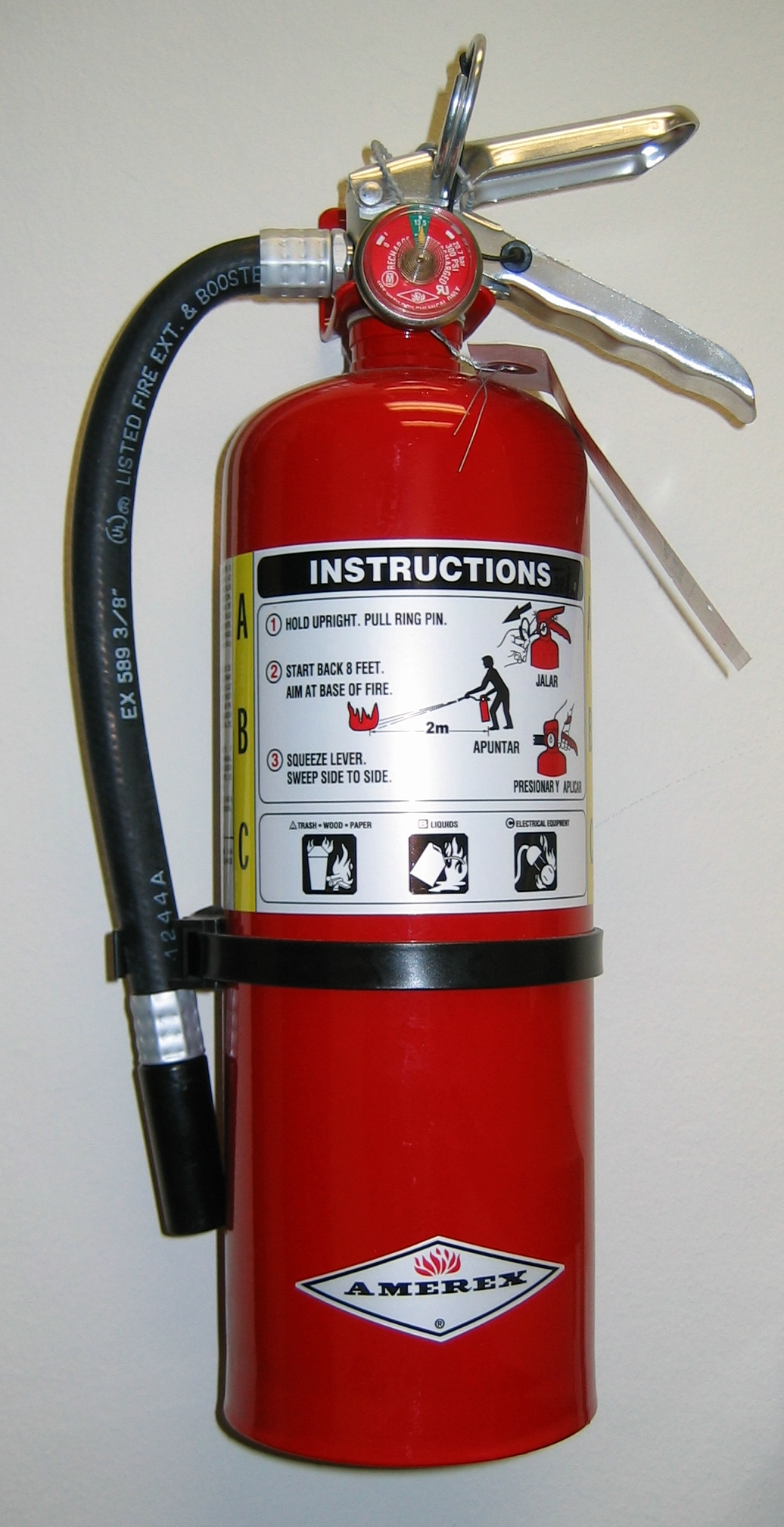
Stingător portativ cu pulbere

Un stingător de incendiu, uzual având numele stingător sau extinctor, este un aparat care conține un agent de stingere ce poate fi refulat prin acțiunea presiunii interioare și dirijat asupra unui incendiu; presiunea interioară poate fi permanentă sau produsă prin eliberarea unui gaz auxiliar dintr-un alt recipient.

## Uilizare, verificarea, reîncărcare în UE
Utilizarea, verificarea, reîncărcarea, repararea și scoaterea din uz a stingătoarelor de incendiu se supun următoarelor standarde:
- SR EN 3-7 Stingătoare portabile de incendiu Partea 7: Caracteristici, performanțe și metode de încercare;
- SR EN 1866 Stingătoare mobile de incendiu;
- SR EN 2 Clase de incendii[2].

## Clasificare

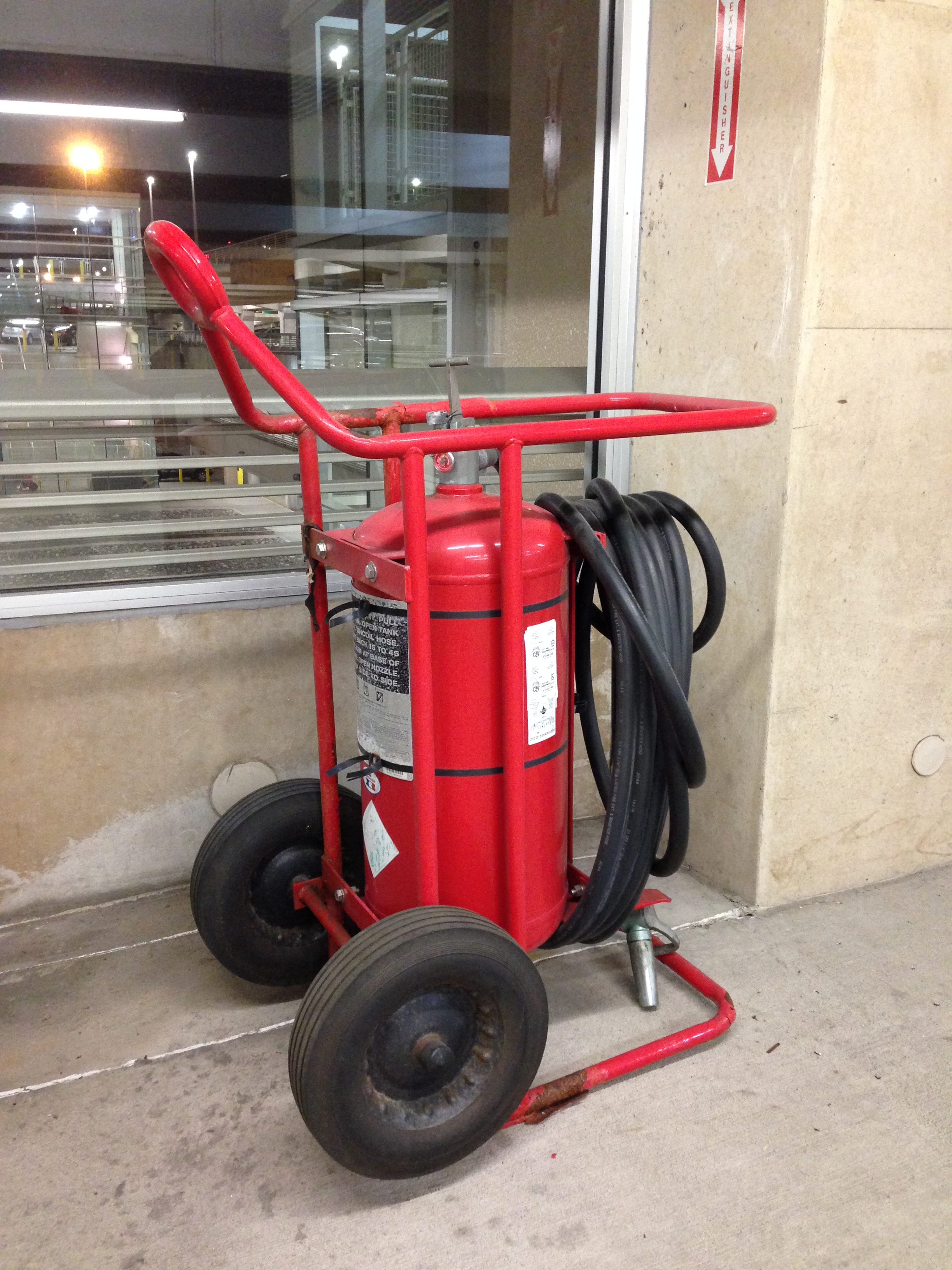
Stingător transportabil cu pulbere de 50 Kg

După agentul de stingere, stingătoarele de incendiu se clasifică după cum urmează:
- pe bază de apă - AP, de 2,3,6,9 kg cele portative respectiv de 40 sau 50 Kg cele transportabile;
- pe bază de spumă - S de 9 kg portative respectiv de 40 sau 50 Kg cele transportabile;
- cu pulbere - P (bicarbonat de sodiu/sulfat de amoniu) de 1,2,3,4,6,9 și 12 kg respectiv de 50 Kg cele transportabile;
- cu dioxid de carbon (CO2), uzual (G) de 2 și 5 kg;
- cu haloni de 2 și 5 kg;
- cu agent curat[2][3].

| Alegerea stingătorului în funcție de clasă                                                                                 | Stingător cu pulbere(P)                                   | Stingător cu dioxid de carbon (G) | Stingător cu spumă(SM) | Apă pulverizată(AP) | Clase de incendiu |  |
| --- | --------------------------------------------------------- | --------------------------------- | ---------------------- | ------------------- | ----------------- |  |
| A - Stingerea materialelor combustibile ca lemnul, hârtia și textilele.                                                    | da                                                        | nu                                | da                     | da                  |                   |  |
| B - Stingerea lichidelor inflamabile precum benzina, motorina și parafina.                                                 | da                                                        | da                                | da                     | nu                  |                   |  |
| C - Stingerea gazelor și a instalațiilor electrice până în 1000 de Volți.                                                  | da                                                        | nu                                | nu                     | nu                  |                   |  |
| D - Stingerea incendiilor de metale piroforice precum sodiul, potasiul, aluminiul, litiul, magneziul, zincul, titanul etc. | Pentru stingerea incendiilor se folosesc pulberi speciale | nu                                | nu                     | nu                  |                   |  |
| F - Incendiile rezultate în urma aprinderii uleiului vegetal                                                               | nu                                                        | nu                                | nu                     | nu                  |                   |  |

## Alegerea, amplasare și control

Semn indicator pentru stingător

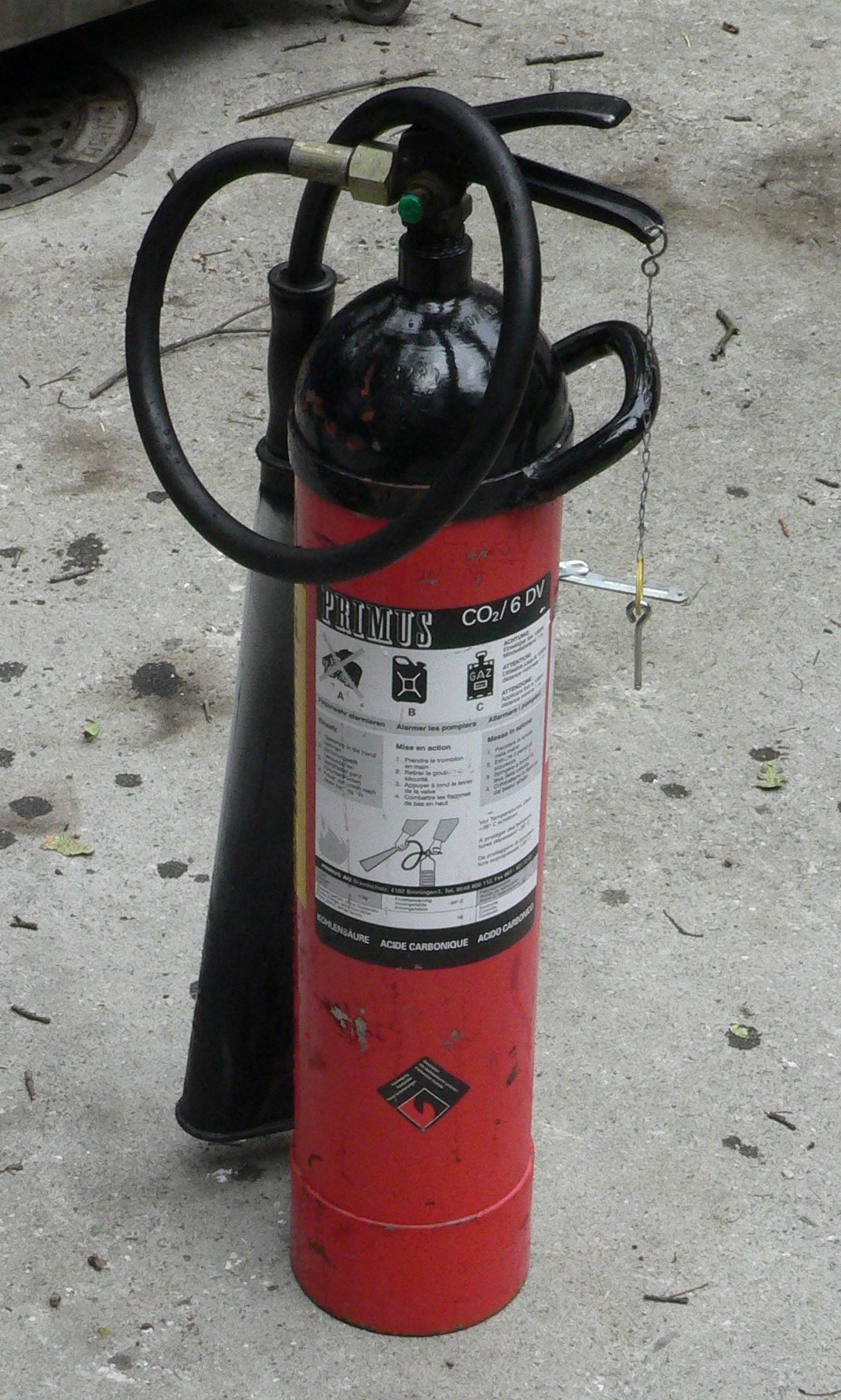
Un stingător cu CO2

Alegerea tipurilor de stingătoare de incendiu este determinată, în principal, de riscul de incendiu identificat, natura materialelor combustibile, importanța și valoarea zonelor protejate, posibilitățile de propagare a incendiului, compatibilitatea agentului de stingere cu clasele de incendiu, proprietățile dielectrice ale agentului de stingere și condițiile de temperatură ambiantă.
În stare de utilizare, stingătoarele de incendiu trebuie menținute permanent încărcate la capacitatea nominală. Stingătoarele de incendiu trebuie amplasate conform prevederilor normelor generale de apărare împotriva incendiilor și ale dispozițiilor generale privind apărarea împotriva incendiilor aprobate pentru anumite categorii de construcții, amenajări, obiective și instalațiile aferente. Utilizatorul stingătoarelor de incendiu este responsabil de controlul acestora la intervale de cel mult o lună.
Controlul stingătorul de incendiu presupune următoare:
- să fie amplasat în locația stabilită prin planurile de protecție împotriva incendiilor;
- să fie amplasat astfel încât marcajul cu tipul stingătorului de incendiu și instrucțiunile de utilizare sunt vizibile;
- accesul la stingătorul de incendiu nu este blocat;
- locul de amplasare a stingătorului de incendiu este marcat;
- presiunea indicată de manometru este în intervalul nominal marcat de producător;
- existența și integritatea sigiliilor;
- starea de încărcare a stingătorului de incendiu, prin ridicare;
- compatibilitatea de utilizare a stingătorului de incendiu cu posibilele focare din spațiul protejat;
- încadrarea în termenele de verificare/reîncărcare menționate pe etichetă, după caz[2].

## Reguli generale verificare
- Verificarea, reîncărcarea și repararea stingătoarelor de incendiu trebuie să se efectueze numai de către persoane autorizate în condițiile legii.
- Lucrările trebuie să se realizeze în conformitate cu instrucțiunile producătorului stingătorului de incendiu și trebuie să se utilizeze aceleași mijloace tehnice specifice, agentul de stingere precizat pe eticheta producătorului stingătorului de incendiu, precum și aceleași piese de schimb conform modelului certificat.
- Piesele de schimb și agenții de stingere utilizate/utilizați trebuie înscrise/înscriși de către persoanele autorizate într-un registru de evidență, întocmit în acest scop, cu menționarea codului și a producătorului acestora[2].

## Mod de folosire a stingătoarelor cu pulbere
- se scoate siguranța;
- se prinde furtunul de ștuț și se îndreptă asupra focului;
- se acționează pârghia de siguranță acoperind întreaga zonă incendiată[4].